# Педро Ларреа
Педро Ларреа (ісп. Pedro Larrea; нар. 21 травня 1986, Лоха) — еквадорський футболіст, півзахисник клубу «Депортіво Ель Насьйональ».
Виступав, зокрема, за клуби «ЛДУ Кіто», «Барселона» (Гуаякіль) та «ЛДУ Лоха», а також національну збірну Еквадору.

## Клубна кар'єра
Народився 21 травня 1986 року в місті Лоха. Вихованець футбольної школи клубу «ЛДУ Кіто». Дорослу футбольну кар'єру розпочав 2006 року в основній команді того ж клубу, в якій провів чотири сезони, взявши участь у 85 матчах чемпіонату. Більшість часу, проведеного у складі «ЛДУ Кіто», був основним гравцем команди.
Протягом 2010—2011 років захищав кольори команди клубу «Макара».
Своєю грою за останню команду привернув увагу представників тренерського штабу клубу «Барселона» (Гуаякіль), до складу якого приєднався 2011 року. Відіграв за гуаякільську команду наступний сезон своєї ігрової кар'єри.
2012 року уклав контракт з клубом «ЛДУ Лоха», у складі якого провів наступні чотири роки своєї кар'єри гравця. Граючи у складі «ЛДУ Лоха» також здебільшого виходив на поле в основному складі команди.
До складу клубу «Депортіво Ель Насьйональ» був орендований в 2016 року. Відтоді встиг відіграти за команду з Кіто 11 матчів в національному чемпіонаті.

## Виступи за збірну
2013 року отримав свій перший виклик до національної збірної Еквадору. Наразі провів у формі головної команди країни 1 матч.
У складі збірної був учасником розіграшу Кубка Америки 2015 року у Чилі, Кубка Америки 2016 року у США.

## Титули і досягнення

### Клубні
- «ЛДУ Кіто»

Чемпіон Еквадору (3): 2003, 2005 Апертура, 2007
Кубок Лібертадорес (1): 2008
Південноамериканський кубок (1): 2009
Рекопа Південної Америки (1): 2009